# Миро Перц
Мирослав Миро Перц — Макс (Љубљана, 2. фебруар 1912 — Војско, код Идрије, 1. април 1945) био је учесник Народноослободилачке борбе, потпуковник ЈА и народни херој Југославије.

## Биографија
Рођен је 2. фебруара 1912. у Љубљани. Након завршене основне школе и гимназије, уписао је Грађевински факултет Универзитета у Љубљани. Пошто је потицао из сиромашне породице с много деце, морао је повременим радом прибављати средства за студирање. Током студија, на факултету се повезао са студентима-комунистима и прикључио се студентском револуционарном покрету и учествовао у многим студентским акцијама.
Године 1934. примљен је у чланство тада илегалне Комунистичке партије Југославије (КПЈ). Код куће је организовао партијску технику, једну од ретких у коју полиција није успела да открила. Ту је умножавао илегалну партијску штампу. Упоредо са тим учествовао је у студентском покрету. Непосредно пред почетка Другог светског рата у Југославији, био је сарадник Војне комисије при Централном комитету Комунистичке партије Словеније и највише радио са Алешом Беблером, чланом Војне комисије. Са Беблером је сарађивао и у време окупације на разним војним питањима. Поред осталог, у време капитулације Југословенске војске, током Априлског рата, 1941. организовао је у Љубљани складишта за прикупљање оружја, као и превожење тог оружја из града.
Августа 1941. напустио је Љубљану и отишао у партизане и постао командир Стишке партизанске чете, с којом је извршио велики број акција. Јануара 1942, дошао је у Главни штаб словеначких партизанских чета, који се тада још налазио у Љубљани, да поднесе извештај и добије нова упутства. У Љубљани су га ухапсили Италијани, са лажном легитимацијом са туђим именом. Неколико недеља је провео у љубљанском затвору, а Италијани нису успели да открију његов идентитет, па је под лажним именом упућен у логор Гонарс, у Италији.
Након доласка у логор повезао се са логорашима-комунистима и са њима организовао бекство из логора, које је изведено 31. августа 1942. године. Том приликом, кроз подземни ров, побегло је шеснаест логораша, међу којима је био и Борис Крајгер. Као грађевинац, Миро је израдио прецизан план за копање рова, који се завршавао далеко ван логора, а био је и међу најактивнијим копачима. Одмах након бекства, прикључио се приморским партизанима.
Октобра 1942. преузео је дужност заменика команданта Другог батаљона Лошкега партизанског одреда, а децембра 1942. команданта Четвртог батаљона. Када је 13. фебруара 1943. формиран Северноприморски одред, постао је командант његовог Трећег батаљона. Својим војничким искуством, које је стекао као један од првих словеначких партизана, али и врло храбар борац и добар политички радник, успешно је водио свој батаљон у многим акцијама.
Након формирања Одељења за заштиту народа (ОЗН) у пролеће 1944, поверен му је задатак да ради на организовању Озне за Словеначко приморје. Тада је постављен за начелника Покрајинског штаба Озне, након чега је радио на окупљању поузданих бораца, који су били способни за извођење најризичнијих акција. Упоредо је био члан Обласног комитета КПС за Словеначко приморје.
Погинуо је 1. априла 1945. у последњој великој немачкој офанзиви у Словеначком приморју, кад је у непријатељском окружењу штитио животе својих сабораца. У тренутку смрти имао је чин потпуковника Југословенске армије (ЈА).
Указом Президијума Народне скупштине ФНР Југославије, 20. децембра 1951. проглашен је за народног хероја Југославије.